# Tremella caloplacae
Tremella caloplacae är en svampart som först beskrevs av Alexander Zahlbruckner, och fick sitt nu gällande namn av Diederich 2003. Tremella caloplacae ingår i släktet Tremella och familjen Tremellaceae.   Inga underarter finns listade i Catalogue of Life.